# Leichtathletik-Weltmeisterschaften 2017/Teilnehmer (Frankreich)
| Gelbes Symbol für Goldmedaillen mit stilisierten Olympischen Ringen | Graues Symbol für Silbermedaillen mit stilisierten Olympischen Ringen | Braundes Symbol für Bronzemedaillen mit stilisierten Olympischen Ringen |
| ------------------------------------------------------------------- | --------------------------------------------------------------------- | ----------------------------------------------------------------------- |
| 3                                                                   | —                                                                     | 2                                                                       |

Das Auswahlkomitee des französischen Leichtathletikverbandes (FFA) selektionierte 22 Athletinnen und 33 Athleten für die Leichtathletik-Weltmeisterschaften 2017  in London.
Wegen Verletzungen sagten Émilie Menuet (20 km Gehen) und Éloyse Lesueur (Weit- und Dreisprung) vor den Wettkämpfen ihre Starts ab.

## Ergebnisse

### Frauen

#### Laufdisziplinen
| Athletin | Disziplin        | Vorlauf        | Vorlauf | Halbfinale         | Halbfinale         | Finale             | Finale             |
| Athletin | Disziplin        | Zeit           | Platz   | Zeit               | Platz              | Zeit               | Platz              |
| --- | ---------------- | -------------- | ------- | ------------------ | ------------------ | ------------------ | ------------------ |
| Orphée Neola | 100 m            | 11,58 s        | 33      | nicht qualifiziert | nicht qualifiziert | nicht qualifiziert | nicht qualifiziert |
| Carolle Zahi | 100 m            | 11,41 s        | 28      | nicht qualifiziert | nicht qualifiziert | nicht qualifiziert | nicht qualifiziert |
| Estelle Raffai | 200 m            | 23,72 s        | 33      | 23,45 s            | 22                 | nicht qualifiziert | nicht qualifiziert |
| Elea Mariama Diarra | 400 m            | 52,06 s        | 22      | nicht qualifiziert | nicht qualifiziert | nicht qualifiziert | nicht qualifiziert |
| Déborah Sananes | 400 m            | 52,50 s        | 31      | nicht qualifiziert | nicht qualifiziert | nicht qualifiziert | nicht qualifiziert |
| Maëva Danois | 3000 m Hindernis | 9:49,21 min    | 24      |                    |                    | nicht qualifiziert | nicht qualifiziert |
| Orlann Ombissa-Dzangue Ayodelé Ikuesan Maroussia Paré Carolle Zahi nicht eingesetzt: Orphée Neola Fanny Peltier            | 4 × 100 m        | 42,92 s SB     | 9       |                    |                    | nicht qualifiziert | nicht qualifiziert |
| Estelle Perrossier Déborah Sananes Agnès Raharolahy Elea Mariama Diarra nicht eingesetzt: Louise-Anne Bertheau Floria Gueï | 4 × 400 m        | 3:27,59 min SB | 8       |                    |                    | 3:26,56 min SB     | 4                  |

#### Sprung/Wurf
| Athletin              | Disziplin      | Qualifikation | Qualifikation | Finale             | Finale             |
| Athletin              | Disziplin      | Weite/Höhe    | Platz         | Weite/Höhe         | Platz              |
| --------------------- | -------------- | ------------- | ------------- | ------------------ | ------------------ |
| Ninon Guillon-Romarin | Stabhochsprung | 4,20 m        | 20            | nicht qualifiziert | nicht qualifiziert |
| Jeanine Assani-Issouf | Dreisprung     | 13,87 m       | 18            | nicht qualifiziert | nicht qualifiziert |
| Jessica Cérival       | Kugelstoßen    | 16,56 m       | 24            | nicht qualifiziert | nicht qualifiziert |
| Mélina Robert-Michon  | Diskuswurf     | 63,97 m SB    | 4             | 66,21 m SB         | Bronze             |
| Alexandra Tavernier   | Hammerwurf     | 72,69 m SB    | 6             | 66,31 m            | 12                 |

#### Siebenkampf
| Athletin                   | Disziplin | 100 m Hürden | Hochsprung | Kugelstoßen | 200 m   | Weitsprung | Speerwurf | 800 m          | Punkte | Platz |
| -------------------------- | --------- | ------------ | ---------- | ----------- | ------- | ---------- | --------- | -------------- | ------ | ----- |
| Antoinette Nana Djimou Ida | Ergebnis  | 13,46 s      | 1,71 m     | 14,61 m     | 25,17 s | 6,05 m     | 44,94 m   | 2:21,14 min SB | 6064   | 16    |
| Antoinette Nana Djimou Ida | Punkte    | 1056         | 867        | 835         | 871     | 865        | 762       | 808            | 6064   | 16    |

### Männer

#### Laufdisziplinen
| Athlet | Disziplin        | Vorlauf        | Vorlauf | Halbfinale         | Halbfinale         | Finale             | Finale             |
| Athlet | Disziplin        | Zeit           | Platz   | Zeit               | Platz              | Zeit               | Platz              |
| --- | ---------------- | -------------- | ------- | ------------------ | ------------------ | ------------------ | ------------------ |
| Jimmy Vicaut | 100 m            | 10,15 s        | 15      | 10,09 s            | 6                  | 10,08 s            | 6                  |
| Jeffrey John | 200 m            | 20,66 s        | 31      | nicht qualifiziert | nicht qualifiziert | nicht qualifiziert | nicht qualifiziert |
| Christophe Lemaitre | 200 m            | 20,40 s        | 13      | 20,30 s            | 8                  | nicht qualifiziert | nicht qualifiziert |
| Teddy Atine-Venel | 400 m            | 45,90 s        | 30      | nicht qualifiziert | nicht qualifiziert | nicht qualifiziert | nicht qualifiziert |
| Mamoudou Hanne | 400 m            | 45,89 s        | 29      | nicht qualifiziert | nicht qualifiziert | nicht qualifiziert | nicht qualifiziert |
| Pierre-Ambroise Bosse | 800 m            | 1:47,25 min    | 29      | 1:45,63 min        | 4                  | 1:44,67 min SB     | Gold               |
| Samir Dahmani | 800 m            | 1:48,62 min    | 36      | nicht qualifiziert | nicht qualifiziert | nicht qualifiziert | nicht qualifiziert |
| Mahiedine Mekhissi | 1500 m           | 3:46,17 min    | 30      | nicht qualifiziert | nicht qualifiziert | nicht qualifiziert | nicht qualifiziert |
| Mahiedine Mekhissi | 3000 m Hindernis | 8:22,83 min    | 6       |                    |                    | 8:15,80 min        | 4                  |
| Yoann Kowal | 3000 m Hindernis | 8:20,60 min    | 3       |                    |                    | 8:34,53 min        | 13                 |
| Garfield Darien | 110 m Hürden     | 13,36 s        | 7       | 13,17 s            | 2                  | 13,30 s            | 4                  |
| Aurel Manga | 110 m Hürden     | 13,58 s        | 24      | nicht qualifiziert | nicht qualifiziert | nicht qualifiziert | nicht qualifiziert |
| Victor Coroller | 400 m Hürden     | 50,00 s        | 23      | 55,69 s            | 21                 | nicht qualifiziert | nicht qualifiziert |
| Mamadou Kassé Hann | 400 m Hürden     | 49,34 s        | 3       | 50,35 s            | 17                 | nicht qualifiziert | nicht qualifiziert |
| Ludvy Vaillant | 400 m Hürden     | 49,49 s        | 9       | 49,95 s            | 15                 | nicht qualifiziert | nicht qualifiziert |
| Kévin Campion | 20 km Gehen      |                |         |                    |                    | 1:21:46 h          | 24                 |
| Yohann Diniz | 50 km Gehen      |                |         |                    |                    | 3:33:12 h CR       | Gold               |
| Stuart Dutamby Jimmy Vicaut Méba-Mickaël Zézé Christophe Lemaitre nicht eingesetzt: Guy-Elphège Anouman Gautier Dautremer | 4 × 100 m        | 38,03 s SB     | 4       |                    |                    | 38,48 s            | 5                  |
| Ludvy Vaillant Thomas Jordier Mamoudou Hanne Teddy Atine-Venel nicht eingesetzt: Gilles Biron Mamadou Kassé Hann          | 4 × 400 m        | 3:00,93 min SB | 5       |                    |                    | 3:01,79 min        | 8                  |

#### Sprung/Wurf
| Athlet               | Disziplin      | Qualifikation | Qualifikation | Finale             | Finale             |
| Athlet               | Disziplin      | Weite/Höhe    | Platz         | Weite/Höhe         | Platz              |
| -------------------- | -------------- | ------------- | ------------- | ------------------ | ------------------ |
| Axel Chapelle        | Stabhochsprung | 5,70 m        | 5             | 5,65 m             | 6                  |
| Renaud Lavillenie    | Stabhochsprung | 5,70 m        | 1             | 5,89 m SB          | Bronze             |
| Valentin Lavillenie  | Stabhochsprung | 5,60 m        | 14            | nicht qualifiziert | nicht qualifiziert |
| Kévin Menaldo        | Stabhochsprung | 5,45 m        | 22            | nicht qualifiziert | nicht qualifiziert |
| Benjamin Compaoré    | Dreisprung     | 16,46 m       | 21            | nicht qualifiziert | nicht qualifiziert |
| Jean-Marc Pontvianne | Dreisprung     | 16,78 m       | 9             | 16,79 m            | 8                  |
| Melvin Raffin        | Dreisprung     | 16,18 m       | 24            | nicht qualifiziert | nicht qualifiziert |
| Lolassonn Djouhan    | Diskuswurf     | 63,21 s       | 13            | nicht qualifiziert | nicht qualifiziert |
| Quentin Bigot        | Hammerwurf     | 76,11 m       | 3             | 77,67 m            | 4                  |

#### Zehnkampf
| Athlet         | Disziplin | 100 m      | Weitsprung | Kugelstoßen | Hochsprung | 400 m      | 110 m Hürden | Diskuswurf | Stabhochsprung | Speerwurf | 1500 m         | Punkte  | Platz |
| -------------- | --------- | ---------- | ---------- | ----------- | ---------- | ---------- | ------------ | ---------- | -------------- | --------- | -------------- | ------- | ----- |
| Bastien Auzeil | Ergebnis  | 11,35 s SB | 6,87 m     | 15,23 m     | 1,96 m     | 50,36 s SB | 14,59 s SB   | 46,86 m SB | 4,80 m         | 60,80 m   | 4:39,80 min SB | 7922 SB | 15    |
| Bastien Auzeil | Punkte    | 784        | 783        | 804         | 767        | 798        | 900          | 805        | 849            | 750       | 682            | 7922 SB | 15    |
| Kevin Mayer    | Ergebnis  | 10,70 s PB | 7,52 m     | 15,72 m SB  | 2,08 m     | 48,26 s PB | 13,75 s PB   | 47,14 m    | 5,10 m         | 66,10 m   | 4:36,73 min SB | 8768 WL | Gold  |
| Kevin Mayer    | Punkte    | 929        | 940        | 834         | 878        | 897        | 1007         | 811        | 941            | 830       | 701            | 8768 WL | Gold  |